# Zisterzienserinnenkloster Stettin
Das Maria-Magdalenen-Kloster (auch Marienthal oder Jungfrauenkloster Stettin) war ein Kloster der Zisterzienserinnen in Stettin in Pommern von 1243 bis 1539.

## Lage

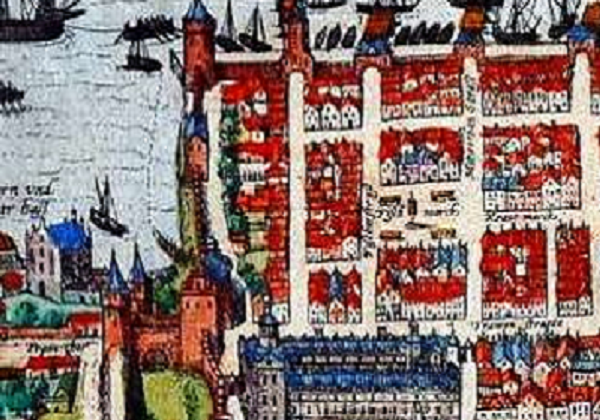
Gebäude mit blauem Dach, links (Ausschnitt)

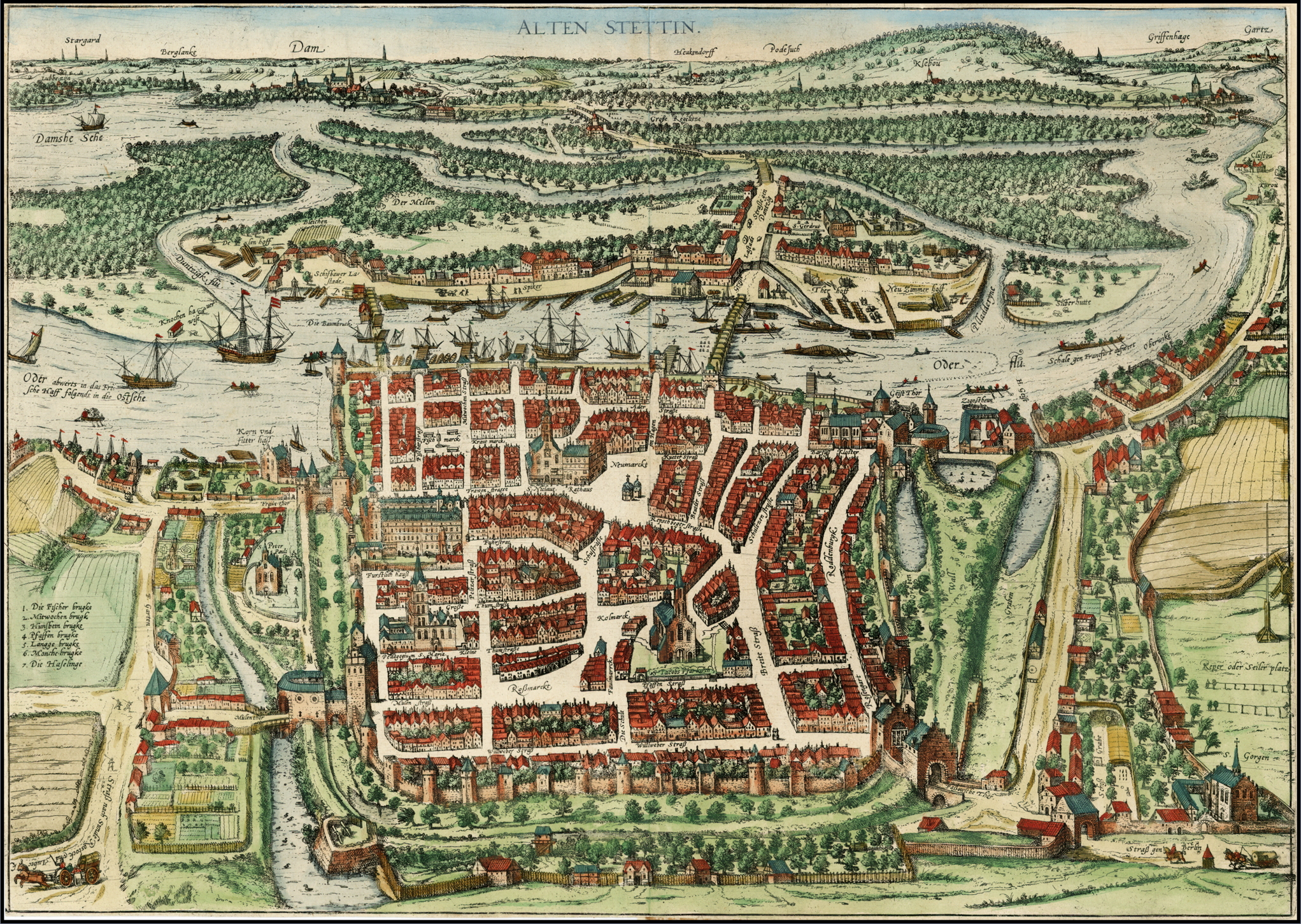
Plan von Stettin von Hogenberg 1588, Korn- vnd futter-hall, links oben (Norden ist links)

Das Nonnenkloster lag nördlich der mittelalterlichen Stadt Stettin unmittelbar hinter der Stadtmauer direkt an der Oder. Westlich davon erhob sich der Berg mit der St. Petrikirche.
Im 19. Jahrhundert befand sich dort der Zeugplatz nördlich des Schlosses. Das Frauentor und die Frauenstraße (jetzt ul. Panieńska) führten zum Kloster hin.
Von der Anlage ist nichts erhalten. Jetzt führt dort eine Schnellstraße (Trasa Zamkowa) entlang.

## Geschichte
Auf Initiative seiner Frau Marianne stiftete  der pommersche Herzog Barnim I. um Jahr 1243 ein Kloster der Zisterzienserinnen bei Stettin, bei der Gründung der Stadt. Es wurde zuerst als Nonnenkloster St. Marien bezeichnet, später auch als „Mariental“.
Das Kloster wurde mit Schenkungen und Stiftungen der herzoglichen Familie und von Privatpersonen bedacht. Die Nonnen stammten in den folgenden Jahrhunderten wahrscheinlich vor allem aus wohlhabenden bürgerlichen Familien der Stadt und aus adligen Familien der Umgebung.
1280 wurde ein Tochterkloster in Gartz gegründet, 1288 das Kloster Wollin und  1296 das Kloster Reetz.
Im späten 15. und frühen 16. Jahrhundert wurde der Konvent mehrmals als Maria-Magdalenen-Kloster bezeichnet.

## Spätere Nutzung
1539 wurde das Zisterzienserinnenkloster mit Einführung der Reformation in Pommern geschlossen. Die Klausurgebäude wurden als herzogliches Amt genutzt. Im 17. Jahrhundert wurden sie durch schwedische Truppen zerstört.
Die Kirche wurde danach zur Lagerhalle (Korn- vnd futter-hall[e], 1588) mit fünf Stockwerken umgebaut. Um 1840 war sie Artillerie-Zeughaus. In dieser Zeit wurde sie auch als Katharinenkirche bezeichnet. Eine Übergabe an eine katholische Kirchengemeinde scheiterte an zu hohen Geldforderungen der preußischen Behörden. 1904 wurde die Katharinenkirche  trotz denkmalpflegerischer Proteste abgerissen.